# Liste der Gemeindeverbände im Département Hautes-Alpes
Das Département Hautes-Alpes liegt in der Region Provence-Alpes-Côte d’Azur in Frankreich. Es untergliedert sich in neun Gemeindeverbände.
Siehe auch: Liste der Gemeinden im Département Hautes-Alpes

## Gemeindeverbände

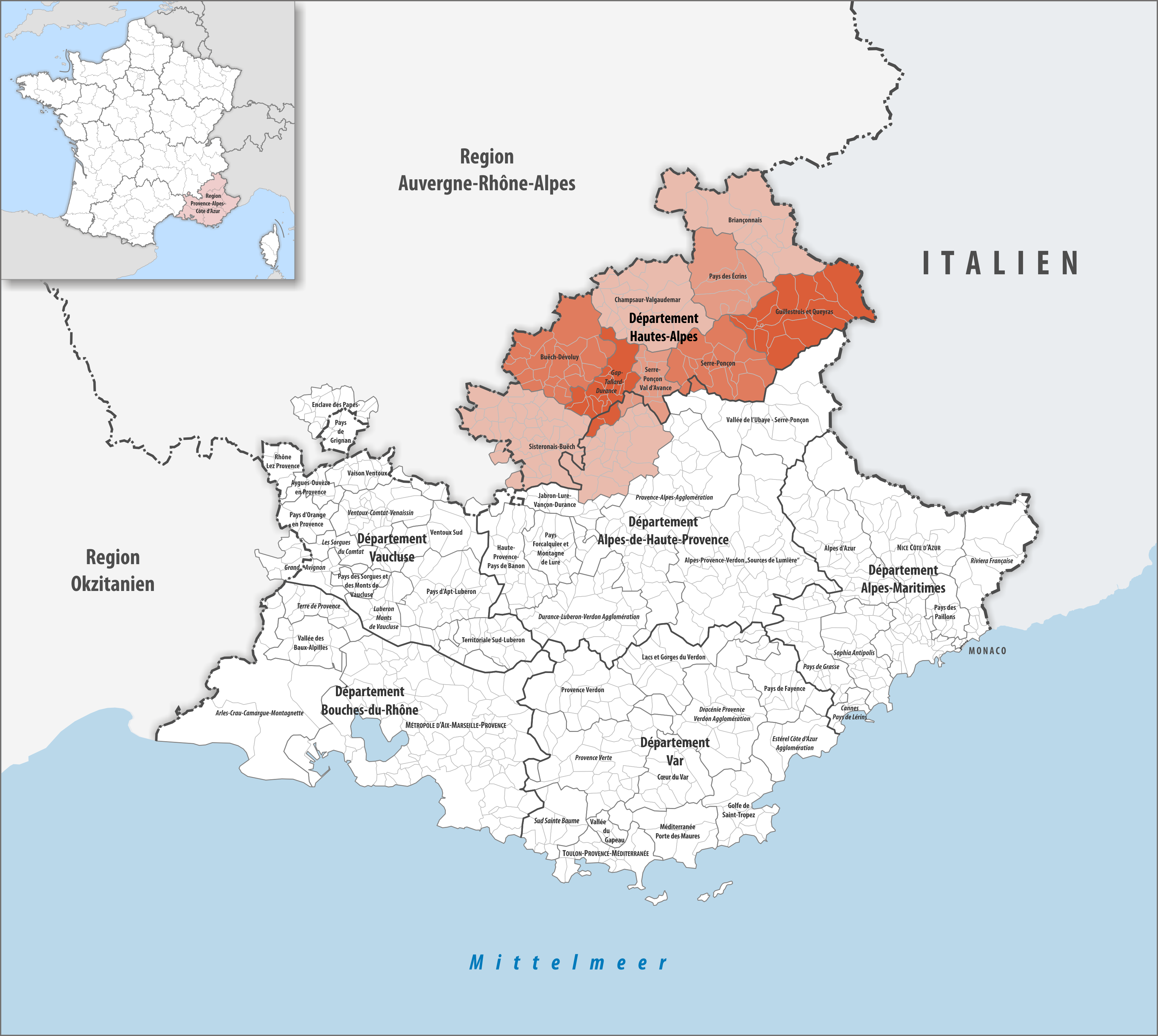
Gemeindeverbände im Département Hautes-Alpes

| Gemeindeverband           | Gemeinden im Départ./Verband | Einwohner 1. Januar 2022 | Fläche km² | Dichte Einw./km² | SIREN- Nummer | Rechtsform                 | Gründungsdatum    |
| ------------------------- | ---------------------------- | ------------------------ | ---------- | ---------------- | ------------- | -------------------------- | ----------------- |
| Briançonnais              | 13/13                        | 18.947                   | 843,75     | 22               | 240 500 439   | Communauté de communes     | 28. Dezember 1995 |
| Buëch-Dévoluy             | 20/20                        | 9.597                    | 716,42     | 13               | 200 067 445   | Communauté de communes     | 21. Oktober 2016  |
| Champsaur-Valgaudemar     | 25/25                        | 11.528                   | 766,75     | 15               | 200 068 096   | Communauté de communes     | 7. November 2016  |
| Gap-Tallard-Durance       | 15/17                        | 50.743                   | 351,41     | 144              | 200 067 825   | Communauté d’agglomération | 26. Oktober 2016  |
| Guillestrois et Queyras   | 15/15                        | 7.955                    | 831,55     | 10               | 200 067 452   | Communauté de communes     | 24. Oktober 2016  |
| Pays des Écrins           | 8/8                          | 6.582                    | 462,84     | 14               | 240 500 462   | Communauté de communes     | 14. Dezember 2000 |
| Serre-Ponçon              | 16/17                        | 16.945                   | 608,82     | 28               | 200 067 742   | Communauté de communes     | 2. November 2016  |
| Serre-Ponçon Val d’Avance | 14/16                        | 7.859                    | 244,55     | 32               | 200 067 320   | Communauté de communes     | 28. Oktober 2016  |
| Sisteronais-Buëch         | 38/60                        | 25.482                   | 1.488,27   | 17               | 200 068 765   | Communauté de communes     | 14. November 2016 |